# Eclipse lunar de julio de 2019
| Eclipse parcial de luna 16 de julio de 2019                                | Eclipse parcial de luna 16 de julio de 2019 |
| -------------------------------------------------------------------------- | ------------------------------------------- |
| Previo                                                                     | Eclipse \| Eclipse total \| Saros           |
| Posterior                                                                  | Eclipse \| Eclipse total \| Saros           |
| Tilehurst, Inglaterra 21:30 UTC                                            |                                             |
| La Luna pasando de derecha a izquierda a través de la sombra de la Tierra. |                                             |
| Saros                                                                      | 139 (21 de 79)                              |
| Duración (h:min:s)                                                         |                                             |
| Parcial                                                                    | 02:57:56                                    |
| Penumbra                                                                   | 05:33:43                                    |
| Contactos                                                                  |                                             |
| P1                                                                         | 18:43:53 UTC                                |
| U1                                                                         | 20:01:43 UTC                                |
| Máximo                                                                     | 21:30:43 UTC                                |
| U4                                                                         | 22:59:39 UTC                                |
| P4                                                                         | 00:17:36 UTC                                |

Un eclipse lunar parcial ocurrió el 16 de julio de 2019, siendo el segundo eclipse del año y el único parcial de los dos eclipses lunares de 2019. Pertenece al ciclo de saros de la serie 139, siendo el número 21, con un umbral de magnitud de 0,6531.

## Visualización

### Mapa
El siguiente mapa muestra las regiones desde las cuales fue posible ver el eclipse. En gris, las zonas que no observaron el eclipse; en blanco, las que sí lo vieron; y en celeste, las regiones que pudieron ver el eclipse durante la salida o puesta de la Luna.

### Perspectiva de la Luna
Ésta simulación muestra la perspectiva desde la Luna al momento máximo del eclipse. El fenómeno fue visible sobre Europa, África, Partes de Asia y Partes de América.

## Galería

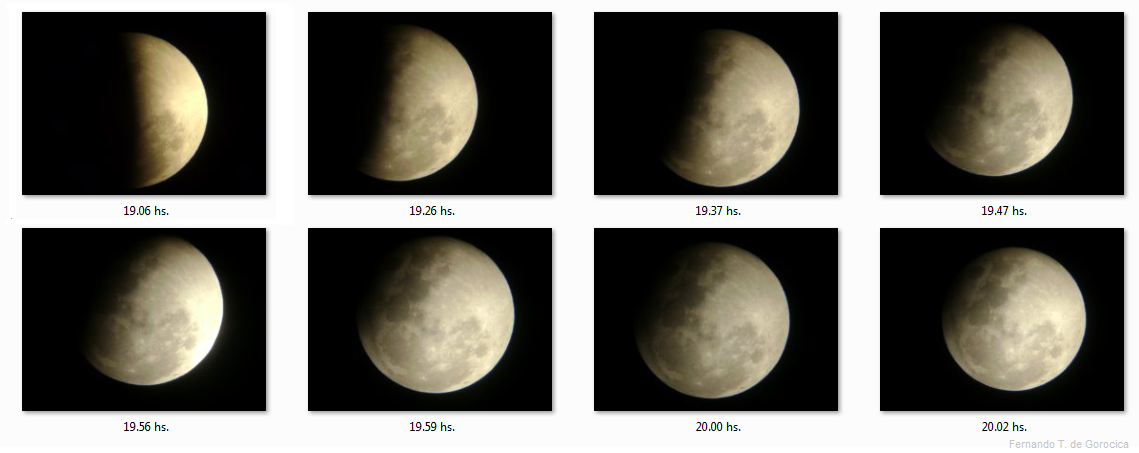
Fases del eclipse lunar parcial de julio de 2019
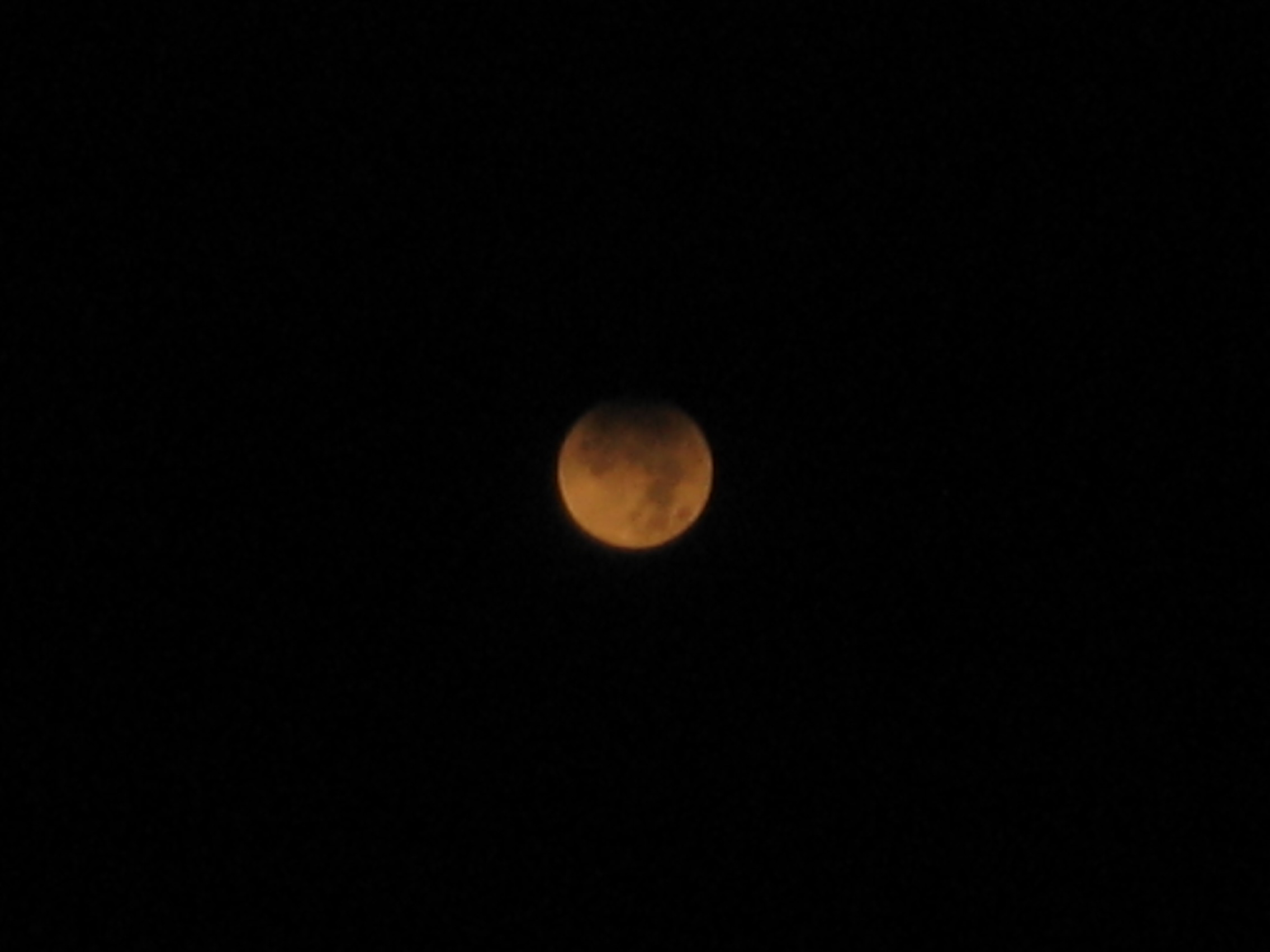
Hefei, China, 19:56 UTC
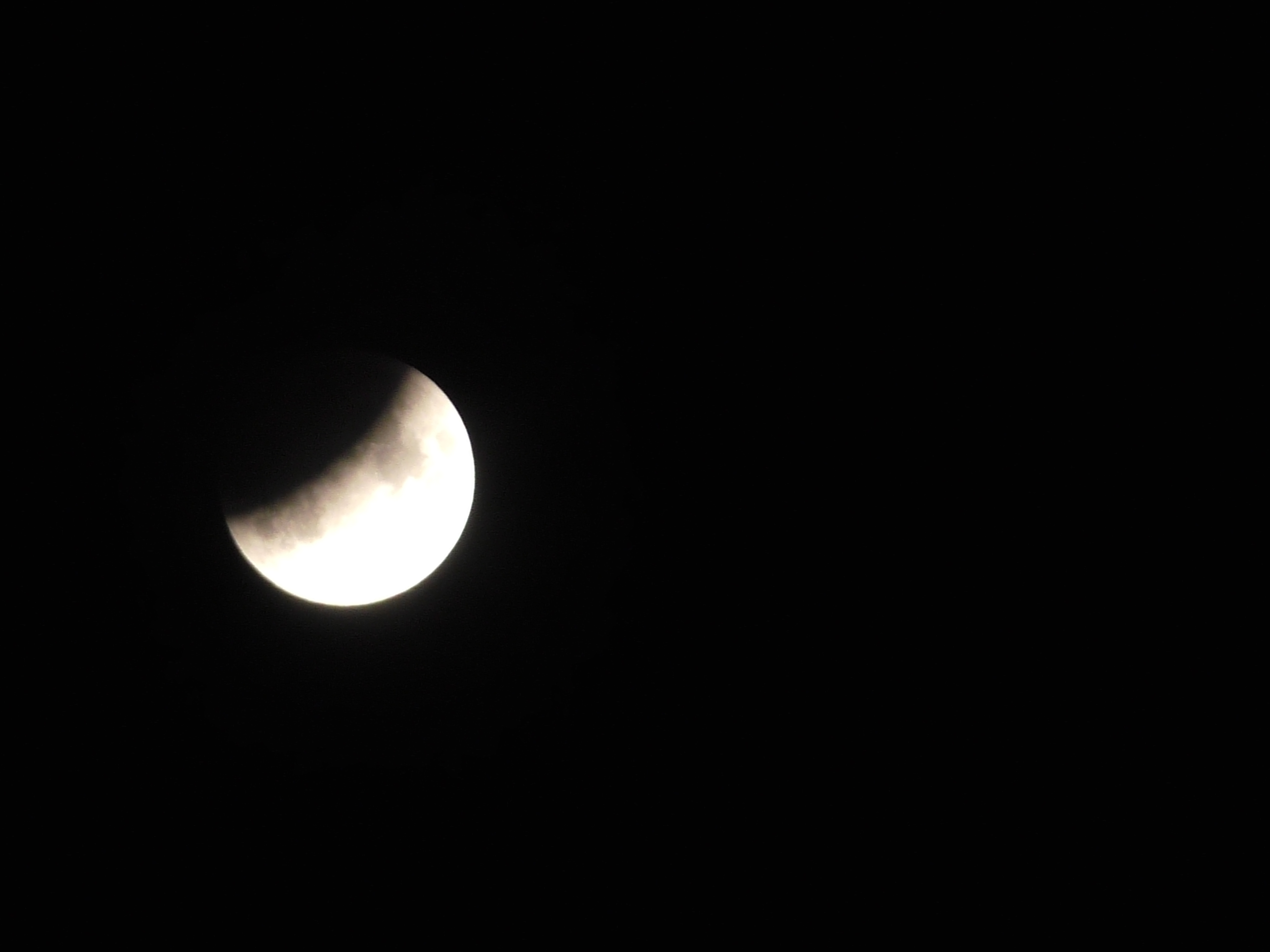
Mariúpol, Ucrania, 20:25 UTC
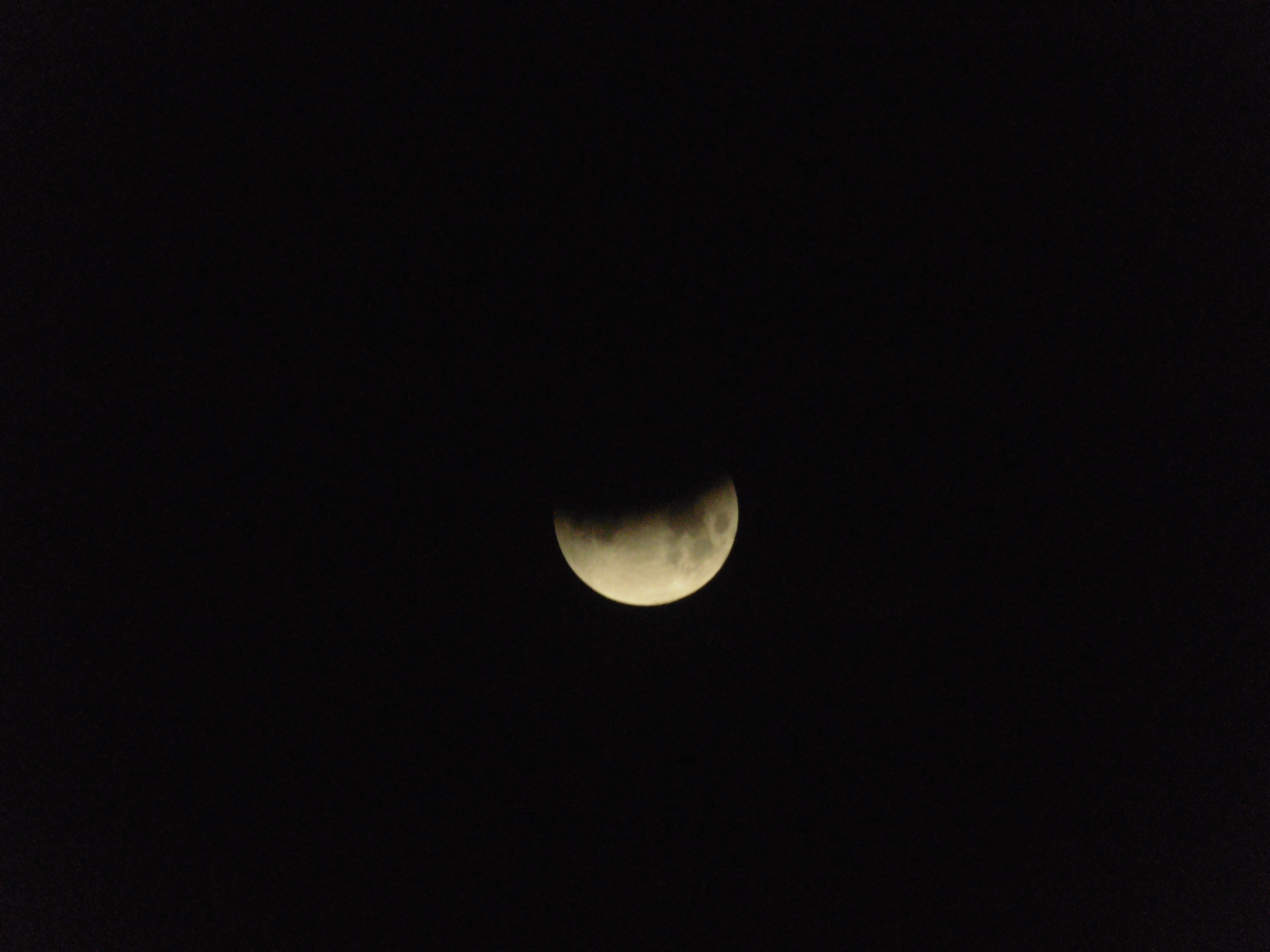
Taskent, Uzbekistán, 21:05 UTC
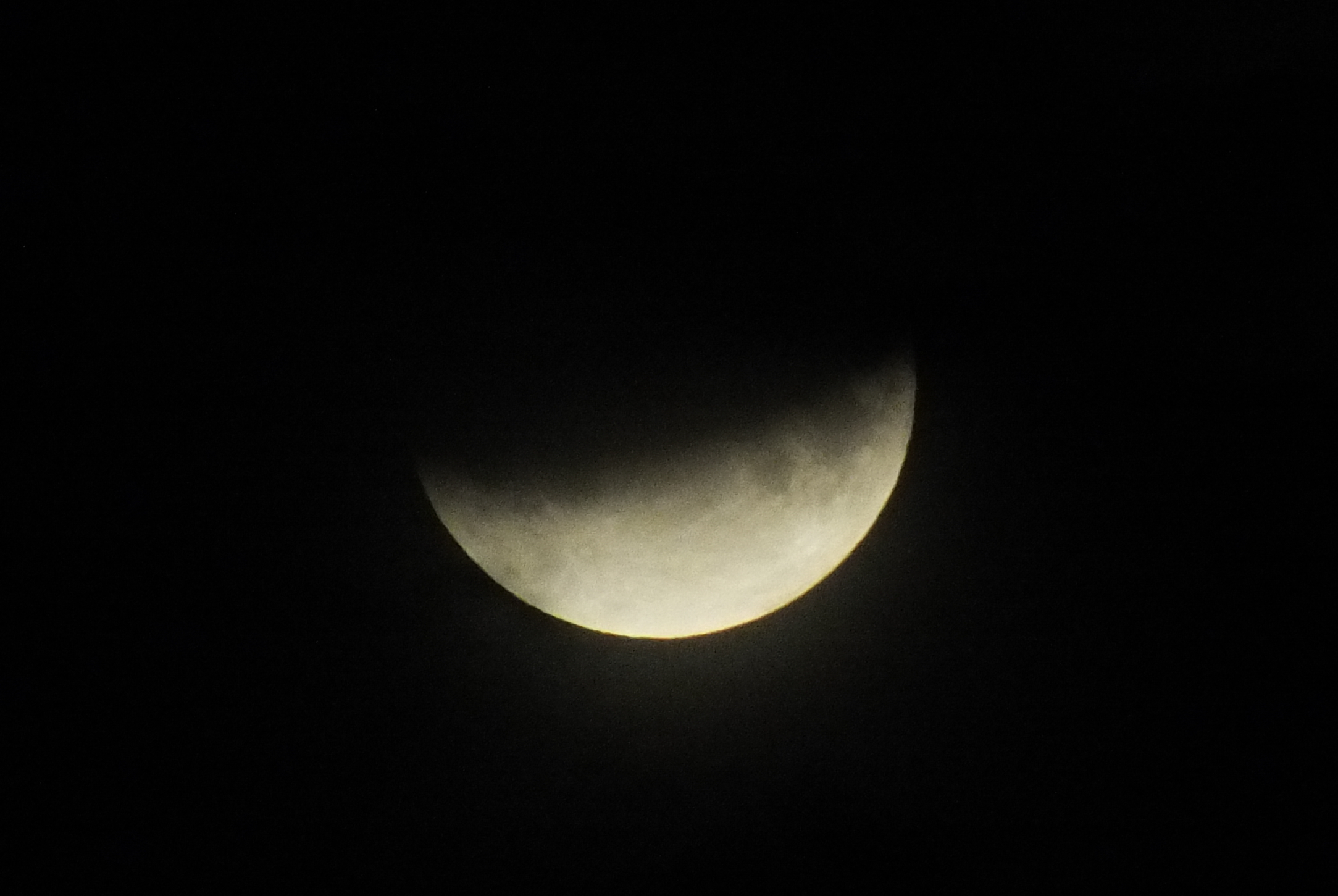
Moscú, Rusia, 21:11 UTC
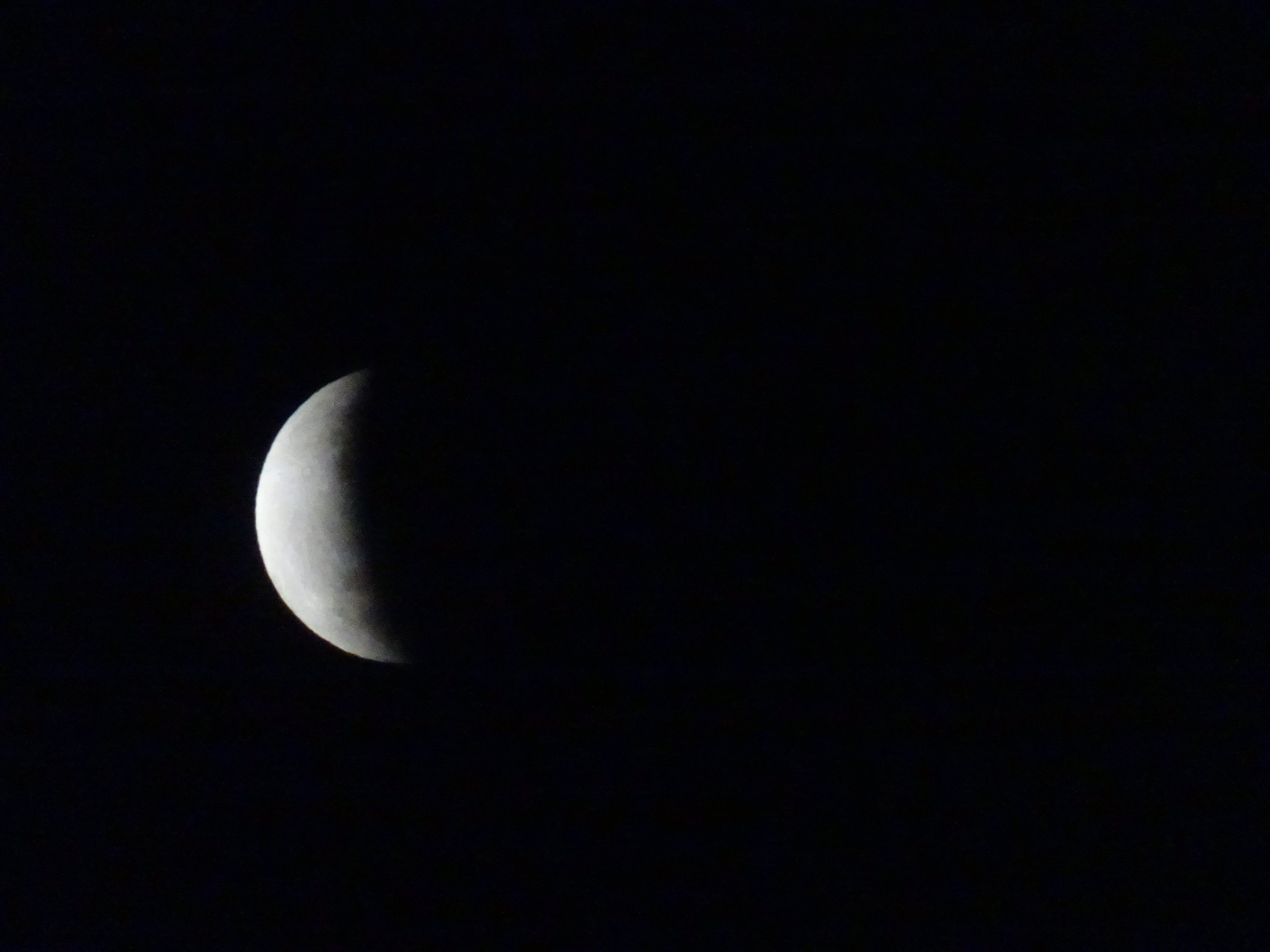
Bandung, Indonesia, 21:20 UTC
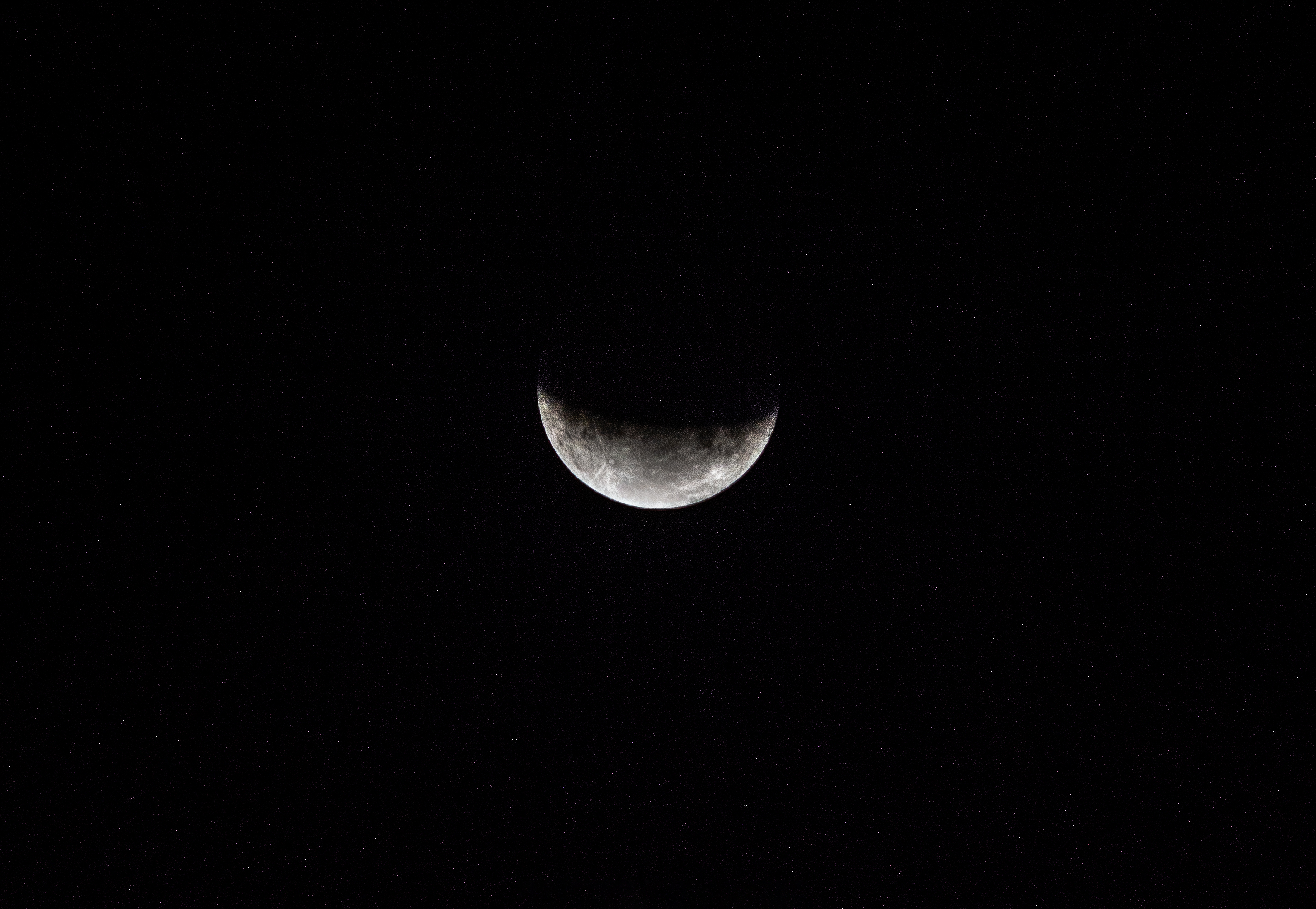
Isla Farasan, Arabia Saudita, 21:25 UTC
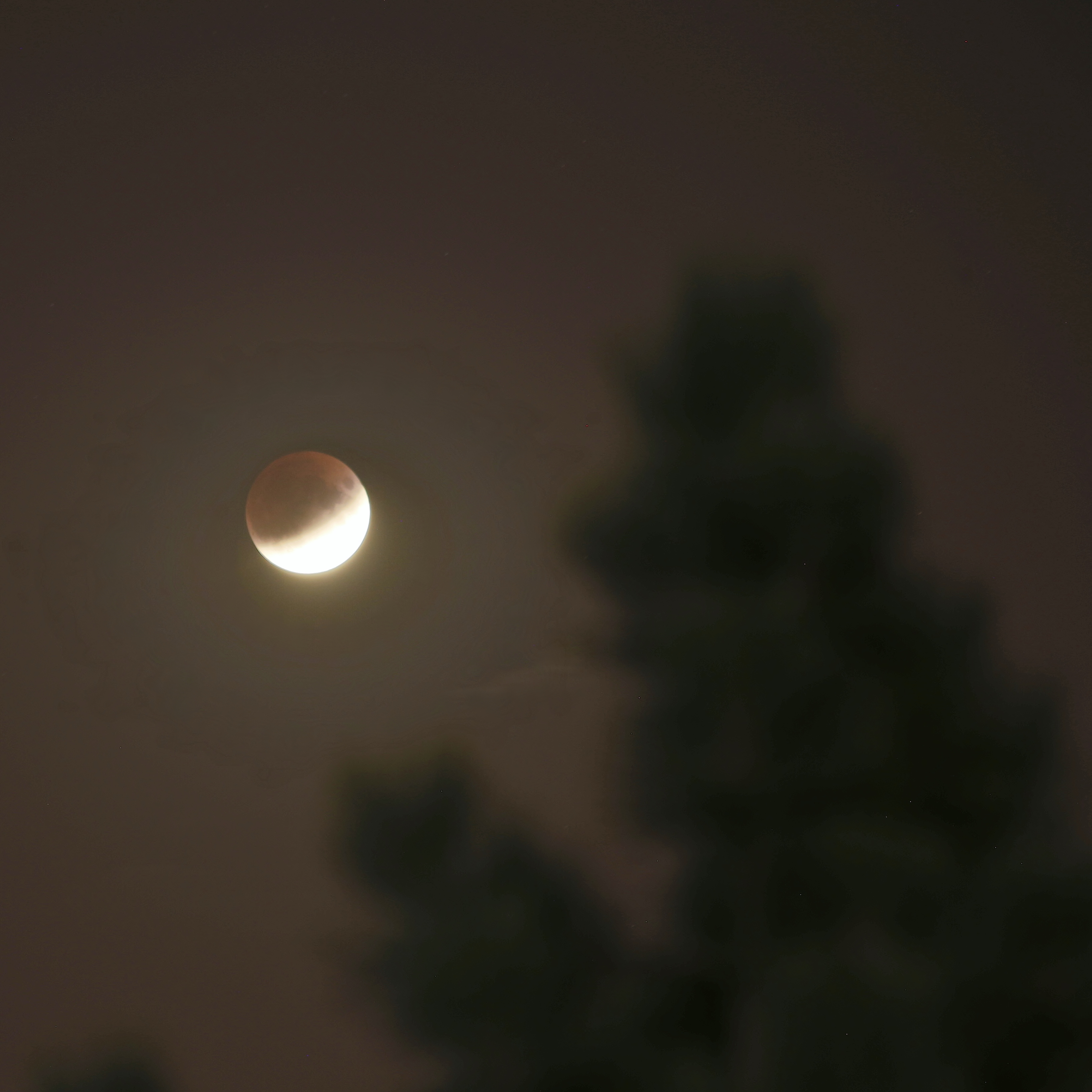
París, Francia, 21:27 UTC
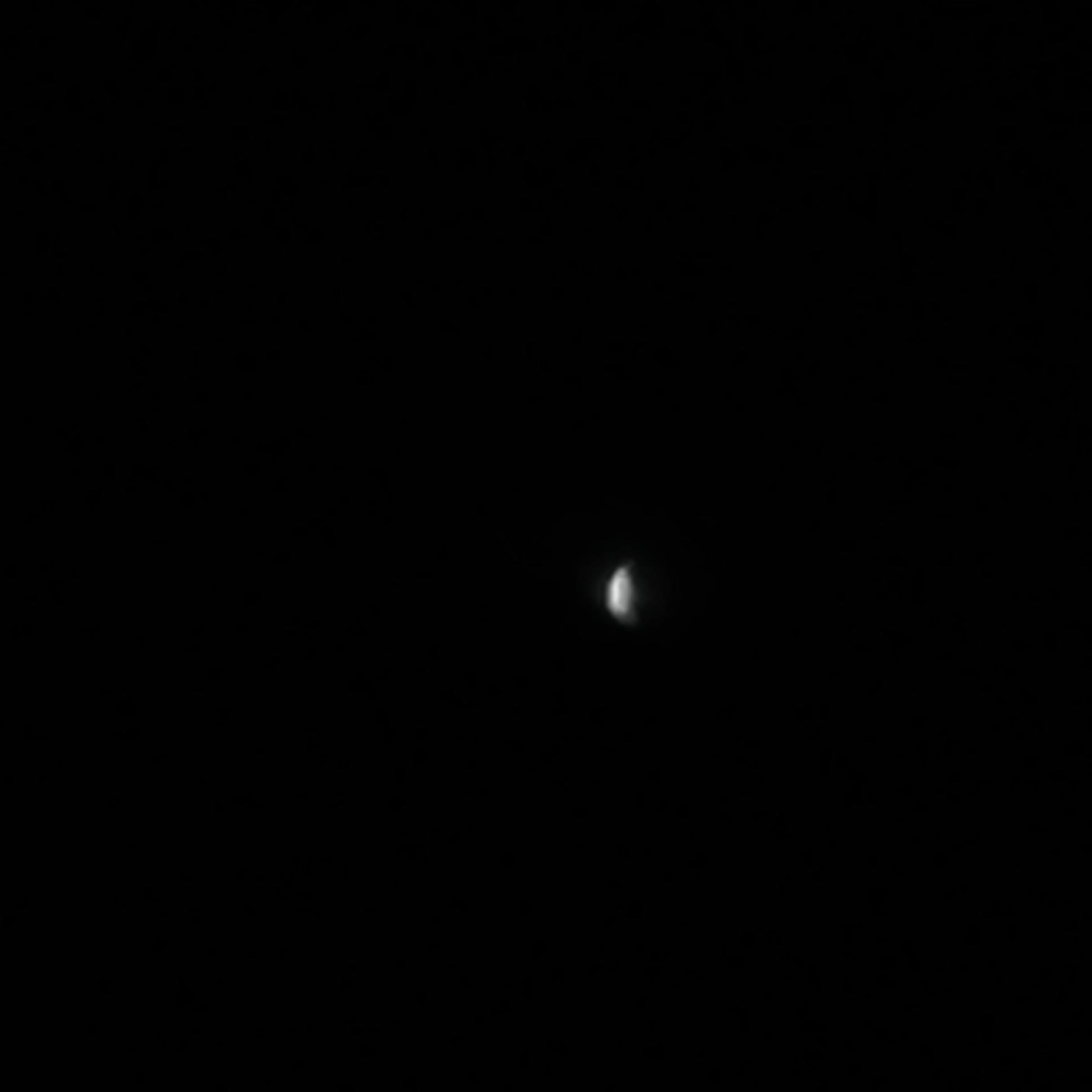
Kuala Lumpur, Malasia, 21:30 UTC
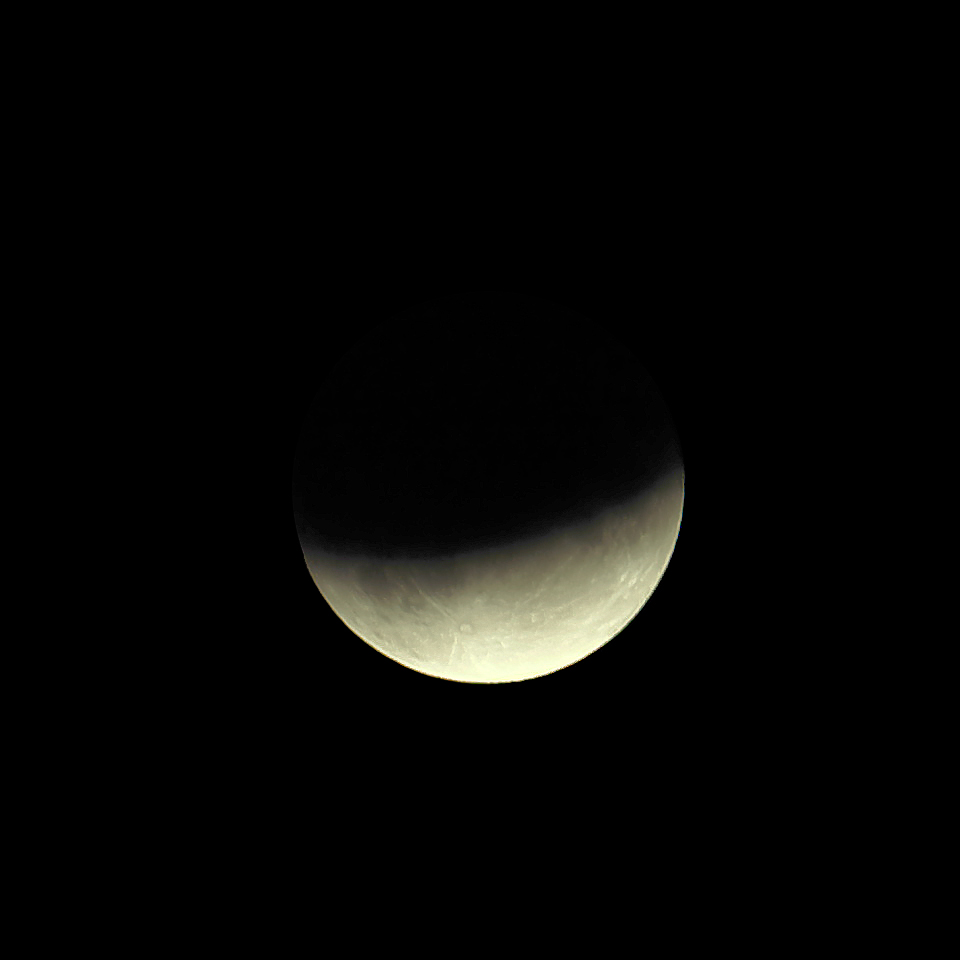
Múnich, Alemania, 21:36 UTC
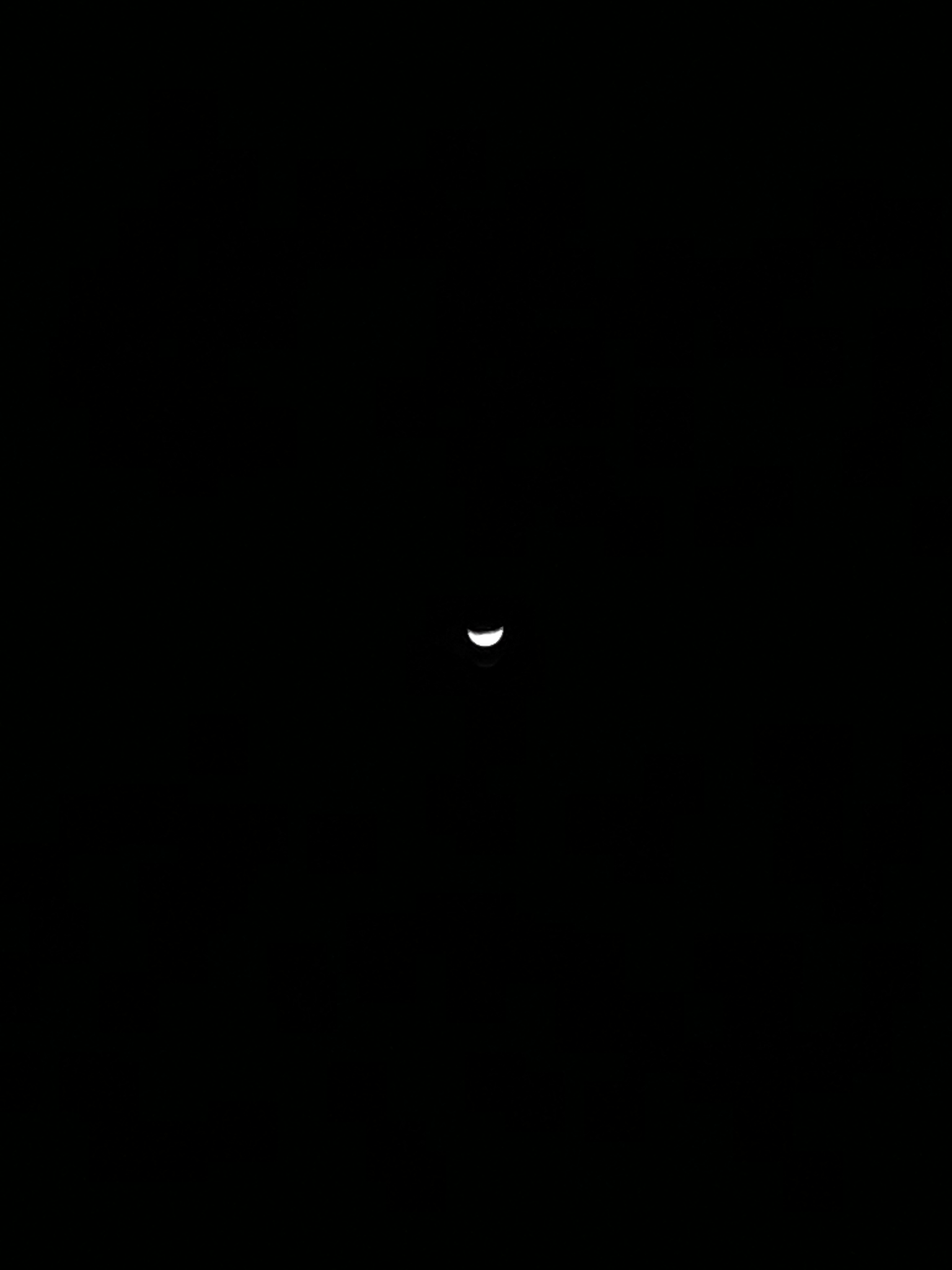
Praga, República Checa, 21:39 UTC
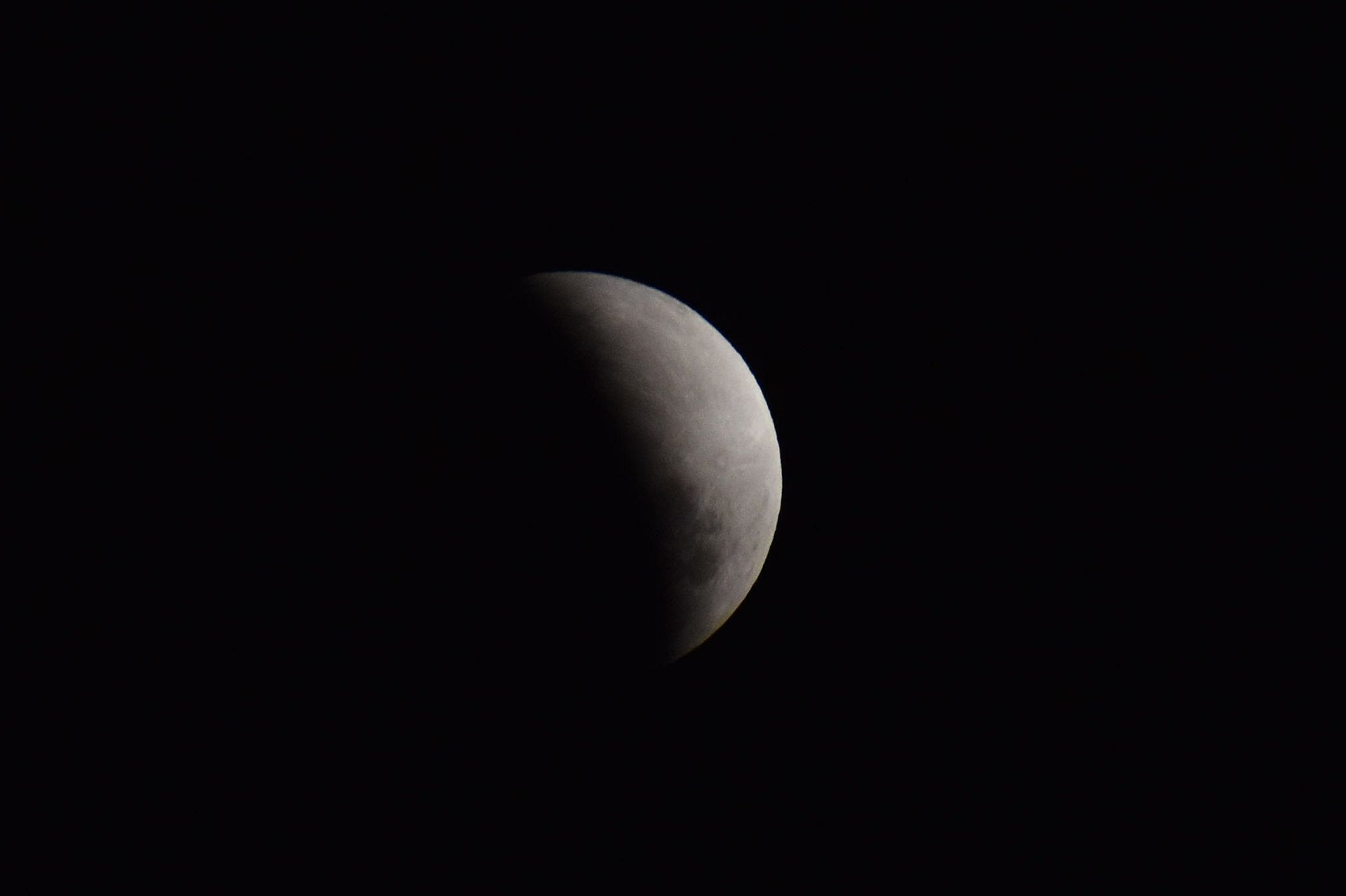
Gonnet, Argentina, 21:43 UTC
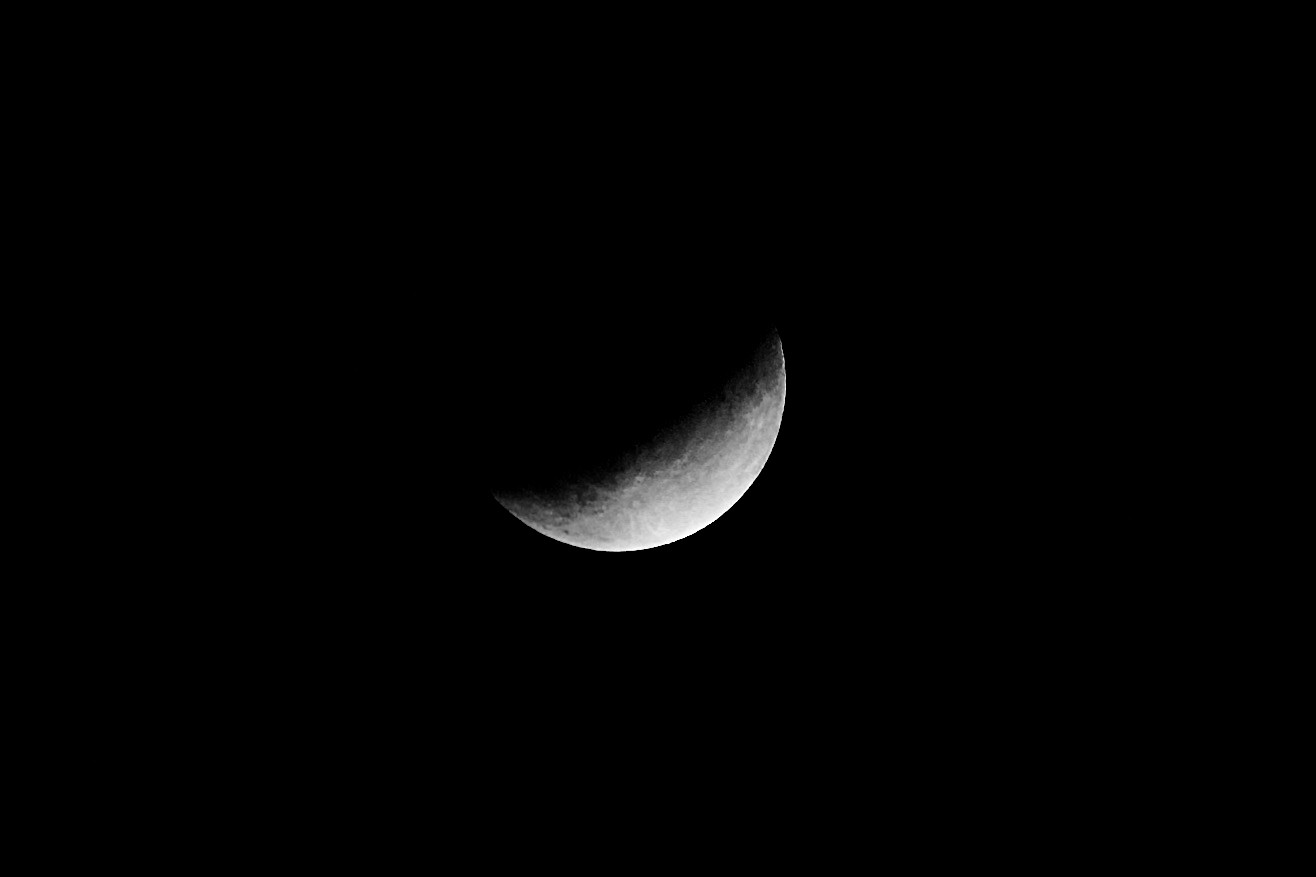
Sayada, Túnez, 21:55 UTC
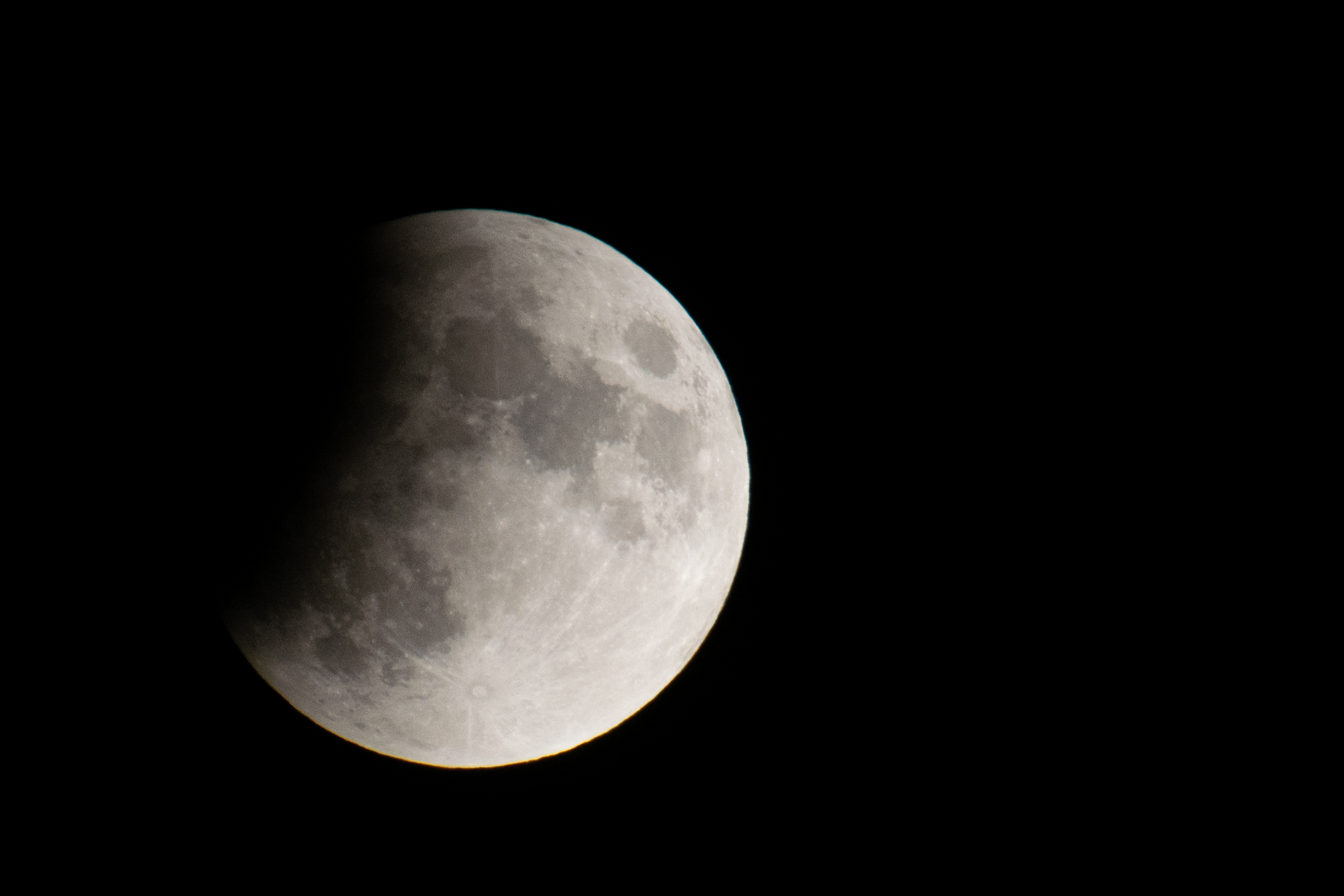
Krško, Eslovenia, 22:19 UTC
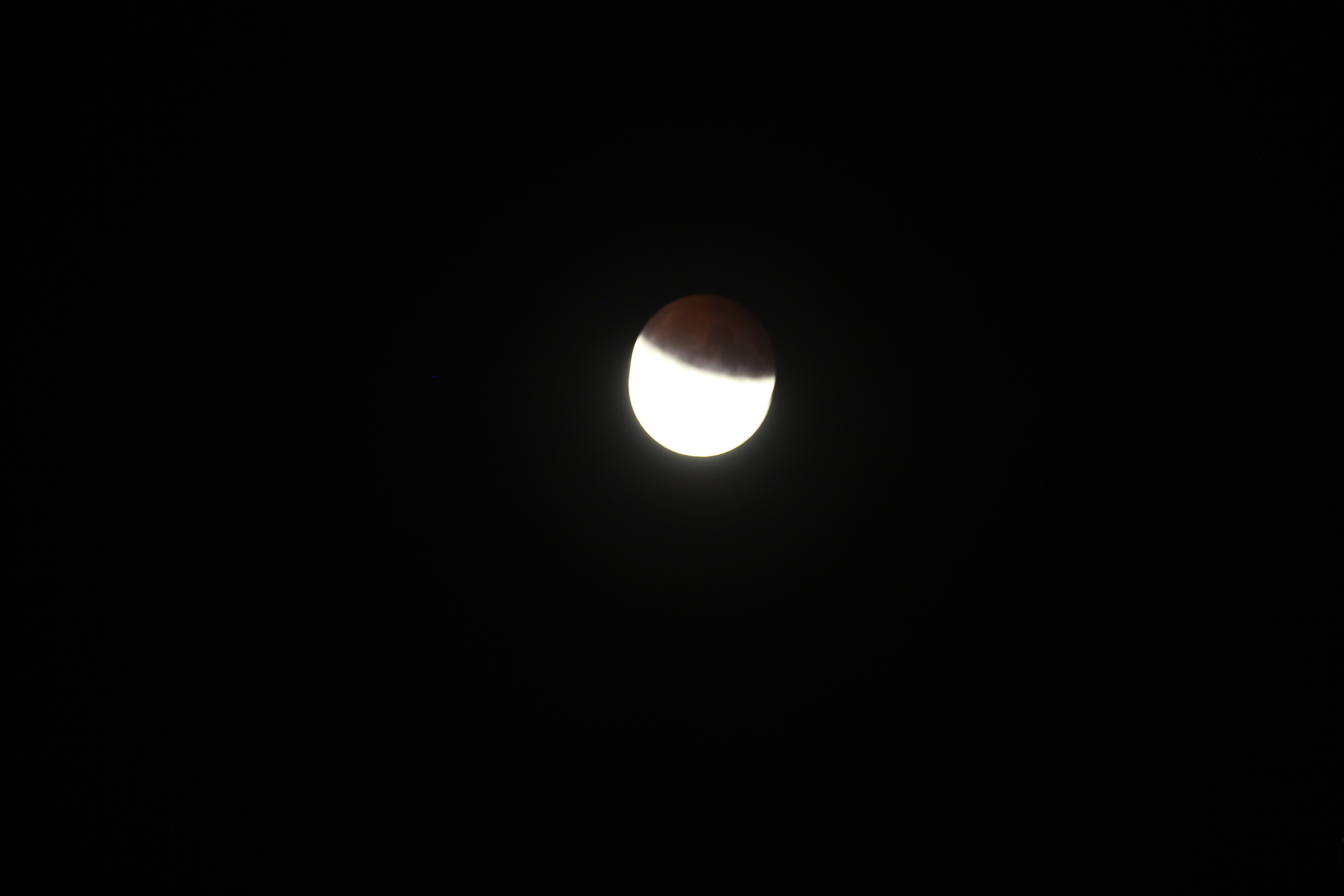
Breslavia, Polonia, 22:27 UTC
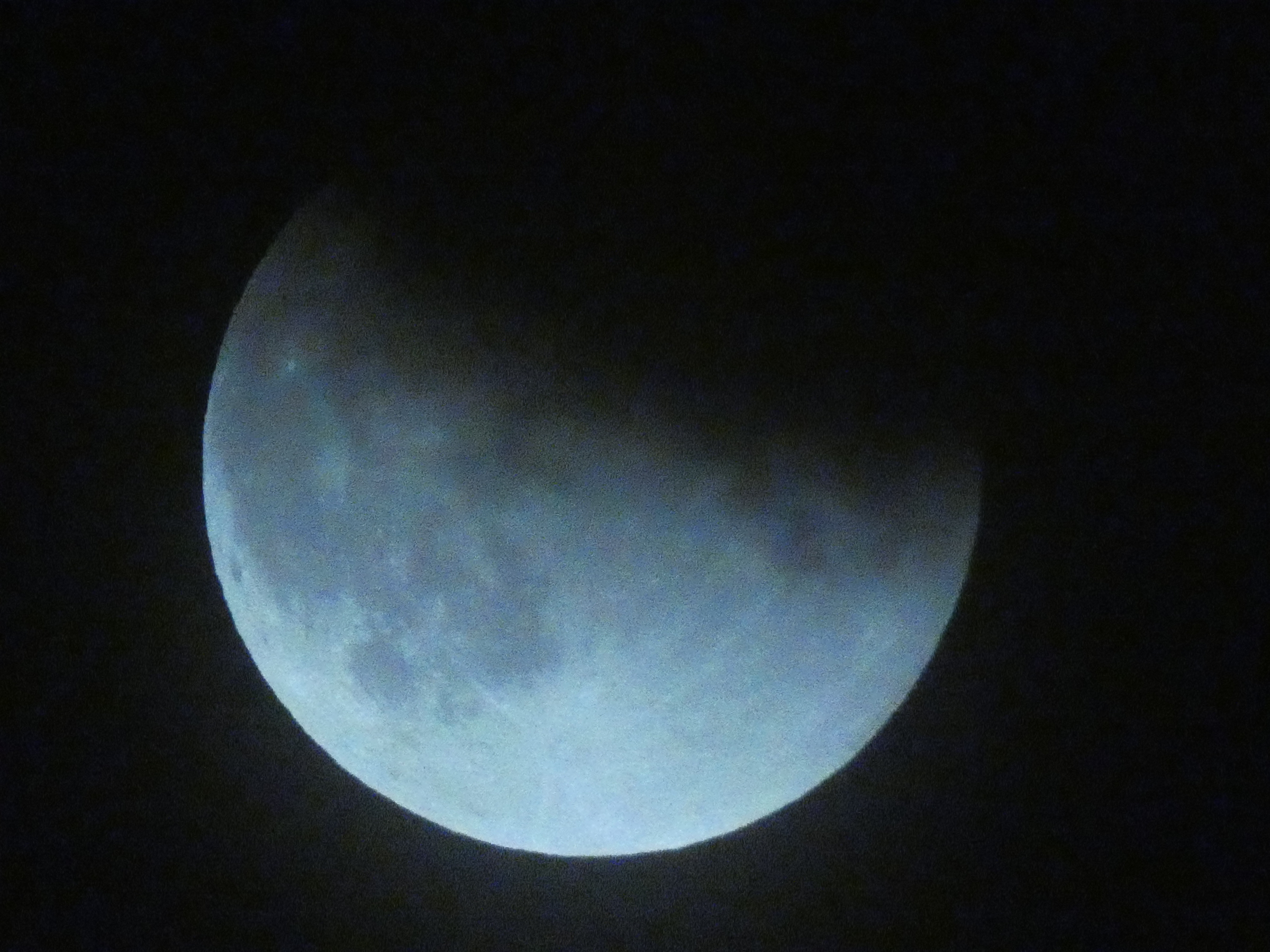
Logroño, España, 22:32 UTC